# Parascutella faujasi
 (mai 2022).
La mise en forme du texte ne suit pas les recommandations de Wikipédia : il faut le « wikifier ».
Les points d'amélioration suivants sont les cas les plus fréquents. Le détail des points à revoir est peut-être précisé sur la page de discussion.
- Les titres sont pré-formatés par le logiciel. Ils ne sont ni en capitales, ni en gras.
- Le texte ne doit pas être écrit en capitales (les noms de famille non plus), ni en gras, ni en italique, ni en « petit »…
- Le gras n'est utilisé que pour surligner le titre de l'article dans l'introduction, une seule fois.
- L'italique est rarement utilisé : mots en langue étrangère, titres d'œuvres, noms de bateaux, etc.
- Les citations ne sont pas en italique mais en corps de texte normal. Elles sont entourées par des guillemets français : « et ».
- Les listes à puces sont à éviter, des paragraphes rédigés étant largement préférés. Les tableaux sont à réserver à la présentation de données structurées (résultats, etc.).
- Les appels de note de bas de page (petits chiffres en exposant, introduits par l'outil «  Source ») sont à placer entre la fin de phrase et le point final[comme ça].
- Les liens internes (vers d'autres articles de Wikipédia) sont à choisir avec parcimonie. Créez des liens vers des articles approfondissant le sujet. Les termes génériques sans rapport avec le sujet sont à éviter, ainsi que les répétitions de liens vers un même terme.
- Les liens externes sont à placer uniquement dans une section « Liens externes », à la fin de l'article. Ces liens sont à choisir avec parcimonie suivant les règles définies. Si un lien sert de source à l'article, son insertion dans le texte est à faire par les notes de bas de page.
- La présentation des références doit suivre les conventions bibliographiques. Il est recommandé d'utiliser les modèles {{Ouvrage}}, {{Chapitre}}, {{Article}}, {{Lien web}} et/ou {{Bibliographie}}. Le mode d'édition visuel peut mettre en forme automatiquement les références.
- Insérer une infobox (cadre d'informations à droite) n'est pas obligatoire pour parachever la mise en page.

Pour une aide détaillée, merci de consulter Aide:Wikification.
Si vous pensez que ces points ont été résolus, vous pouvez retirer ce bandeau et améliorer la mise en forme d'un autre article.
Espèce
Parascutella faujasi est une espèce éteinte d'oursins de la famille des Scutellidae. 

## Répartition
Il a vécu au cours du Miocène moyen, en particulier dans la mer des Faluns d'Anjou-Touraine,, et de Bretagne,.

## Morphologie
Il possède un contour arrondi et au diamètre pouvant atteindre 8 cm. Il s'agit d'une espèce fouisseuse fréquente dans tous les bassins faluniens de France.

## Description
Parascutella faujasii est un oursin assez variable de forme ; pour en donner une idée, il suffit de dire qu'elle a été désignée aussi sous les noms de Scutella truncata, de Scutella bronguiarti, et de Scutella smithi.
Elle est aussi désignée Scutella faujasi, mais la différence entre les genres Scutella et Parascutella est l'emplacement du périprocte qui se trouve beaucoup plus proche du péristome. Il est au bord pour les espèces du genre Parascutella, et à mi-chemin entre le bord et le péristome pour celles du genre Scutella.
Parascutella faujasi se distingue par sa forme épaisse, par rapport à la forme à test mince de Parascutella producta.
L'espèce est décrite comme suit par Yves Bazin de Jessey : La Scutella Faujasii a été figurée par Grateloup, par Agassiz, et elle a été plus ou moins complètement décrite par Des Moulins et par Desor, etc. Ces auteurs s'accordent à lui assigner comme caractères spéciaux, la truncature postérieure plus accusée que dans les autres scutelles et plus étroite ; les pétales ambulacraires amples et arrondis à leurs extrémités, le périprocte tantôt au quart, tantôt au tiers de la distance du bord au péristome et surtout, d'après Agassiz, l'épaisseur du bord comparée à la hauteur peu considérable du test. .
Fernand Kerforne indique qu'elle « a une forme arrondie, très surbaissée, à contour plus ou moins régulier. Son appareil apical est monobasal et présente quatre pores génitaux correspondant aux aires interambulacraires paires. Ses ambulacres se présentent sous l'aspect d'une étoile régulière à cinq branches pétaloïdes arrondies ; les pores internes sont ronds, les pores externes sont allongés, A la face inférieure il y a des sillons ambulacraires bifurqués ».